# Andrej Lavrov
Andrej Ivanovitj Lavrov (russisk: Андрей Иванович Лавров; født 26. marts 1962 i Krasnodar) er en russisk tidligere håndboldspiller, der var aktiv som målmand helt frem som 43-årig.

## Karriere

### Klubber
Lavrov spillede de første mange år i SKIF i fødebyen Krasnodar, hvor han var med til at vinde flere nationale og internationale titler, herunder IHF-cuppen i 1990.
I 1992 skiftede han til den tyske klub TuS 04 Dansenberg, og derfra spillede han i flere europæiske klubber (primært i Tyskland og Frankrig), inden han indstillede karrieren med en sæson i tyske MT Melsungen i 2005. Blandt hans klubber var også  SG Kronau-Östringen og TuS Nettelstedt.

## Landshold
Lavrov spillede i sin karriere først for sovjetiske og russiske landshold samt derimellem for SNG.
Han deltog i hele fem olympiske lege. Første gang var for Sovjetunionen i 1988 i Seoul, hvor holdet vandt alle sine kampe i indledende runde og kvalificerede sig dermed direkte til finalen, hvor modstanderen var vinderen af den anden pulje, Sydkorea. Her var Sovjetunionen for stærke og efter en 17-11-føring ved pausen vandt holdet guld med resultatet 32-25. Jugoslavien vandt bronze. Det var første gang siden 1972, at et hold vandt alle sine kampe ved OL. Han var derpå med til at vinde sølv ved VM 1990 med Sovjetunionen, og efter denne nations opløsning stillede han op for SNG (Fællesskabet af Uafhængige Stater) ved OL 1992 i Barcelona. Også dette hold vandt alle sine kampe i indledende runde, og denne gang blev der spillet semifinaler, hvor SNG mødte Island som blev besejret 23-19, mens verdensmestrene fra 1990 Sverige i den anden besejrede Frankrig 25-22. Finalen blev derfor en gentagelse af VM-finalen, men denne gang vandt SNG med 22-20 og genvandt dermed OL-guldet. Frankrig fik bronze.
Ved OL 1996 i Atlanta stillede Lavrov nu op for 
Rusland, der måtte nøjes med en femteplads, men tog revanche ved at blive verdensmestre året efter samt vinde VM-sølv i 1999 og EM-sølv i 2000. Ved OL 2000 i Sydney (hvor Lavrov i øvrigt var russisk flagbærer ved åbningsceremonien) vandt Rusland sin indledende pulje trods nederlag til Tyskland. Efter sikker sejr over Slovenien i kvartfinalen og derpå over Serbien og Montenegro i semifinalen mødte Rusland endnu en gang Sverige i en finale, som førte 14-13 ved pausen, men sikrede sig et forspring fra 14-16 til 21-16 efter en række store redninger fra Lavrov. Rusland vandt 28-26 og sikrede sig dermed igen en guldmedalje, Lavrovs tredje OL-guldmedalje, og han blev dermed den første til at vinde tre guldmedaljer for tre forskellige nationer.
Lavrovs sidste OL blev i 2004 i Athen, hvor Rusland kun med nød og næppe klarede sig igennem indledende runde med to sejre, og i kvartfinalen mod Frankrig var holdet bagud i store dele af kampen, men vandt til slut med to mål. I semifinalen mod Tyskland måtte russerne se sig primært af et stærkt tysk forsvar, hvorpå Tyskland i finalen tabte til Kroatien, mens Rusland i bronzekampen besejrede Ungarn og dermed sikrede sig bronze.